# 陳淑薇
陳淑薇，GBS（？—），人稱「May姐」，香港新聞行政人員協會執委，香港商業電台主席特別顧問、前新聞及公共事務部總監。現為商業一台《政經星期六》及《政好星期天》節目主持。
陳淑薇從小就與商台結下不解之緣。小時候家中只收聽商台節目，1977年於浸會學院傳理系畢業後，便加入商台新聞部當記者。後來她雖曾於1988年跑到電視台工作，但一年後還是回到商台，並擔任新聞及公共事務總監至2017年6月30日。
陳淑薇八十年代初在英國修讀新聞廣播課程，九十年代初也曾往美國多個城市參加美國政府新聞處安排的電台新聞課程。2001年於香港中文大學新聞學碩士畢業，平均積點（GPA）3.6分。 
陳淑薇於2003-2006年為香港新聞行政人員協會主席，現為香港新聞行政人員協會執委。2000年獲頒發銅紫荊星章，2018年獲頒發銀紫荊星章，2023年獲頒發金紫荊星章。除了關心本地新聞界外，她還致力促進兩岸四地新聞界的交流，1994年便開始協助籌辦海峽兩岸暨港澳新聞研討會。 
與香港特首梁振英關係良好，多次邀請他上其商台節目作獨家專訪。 